# The Ultimate Collection (album của Sade)
The Ultimate Collection là album tuyển tập thứ hai của ban nhạc người Anh Sade, phát hành ngày 29 tháng 4 năm 2011 bởi RCA Records. Đây là tập hợp những đĩa đơn nổi bật trích từ sáu album phòng thu của ban nhạc Diamond Life (1984), Promise (1985), Stronger Than Pride (1988), Love Deluxe (1992), Lovers Rock (2000) và Soldier of Love (2010). Ngoài ra, đĩa nhạc còn bao gồm bốn bài hát chưa từng phát hành trước đó, như bản hát lại "Still in Love with You" của Thin Lizzy, bản phối lại của "The Moon and the Sky" hợp tác với Jay-Z, cũng như "I Would Never Have Guessed" và "Love Is Found". Tương tự như những album trước, Sade đồng sản xuất tất cả những bản nhạc mới với cộng tác viên lâu năm Mike Pela, ngoại trừ "The Moon and the Sky" do Noah "40" Shebib sản xuất. Năm 2014, The Ultimate Collection được tái bản với tên gọi The Essential Sade bởi Sony Legacy.
Sau khi phát hành, đĩa nhạc nhận được những phản ứng tích cực từ giới phê bình, trong đó họ ghi nhận dấu ấn nghệ thuật trong lịch sử phát triển của ban nhạc thông qua tuyển tập. Album cũng gặt hái những thành công đáng kể về mặt thương mại khi đứng đầu các bảng xếp hạng tại Cộng hòa Séc và Ba Lan, đồng thời lọt vào top 10 ở những thị trướng lớn như Đan Mạch, Hungary, Thụy Điển và Vương quốc Anh. The Ultimate Collection ra mắt ở vị trí thứ bảy trên bảng xếp hạng Billboard 200 với 38,000 bản, trở thành album thứ chín liên tiếp trong sự nghiệp của ban nhạc vươn đến top 10 tại Hoa Kỳ. "Still in Love with You" được chọn làm đĩa đơn duy nhất trích từ album, trong khi "Love Is Found" đóng vai trò như đĩa đơn quảng bá tại Châu Âu. Để quảng bá đĩa nhạc, Sade trình diễn một số bài hát từ album trong chuyến lưu diễn đầu tiên của họ sau mười năm Sade Live (2011).

## Danh sách bài hát
| The Ultimate Collection – Đĩa 1 | The Ultimate Collection – Đĩa 1                              | The Ultimate Collection – Đĩa 1    | The Ultimate Collection – Đĩa 1 | The Ultimate Collection – Đĩa 1 |
| STT                             | Nhan đề                                                      | Sáng tác                           | Sản xuất                        | Thời lượng                      |
| ------------------------------- | ------------------------------------------------------------ | ---------------------------------- | ------------------------------- | ------------------------------- |
| 1.                              | "Your Love Is King" (từ Diamond Life, 1984)                  | Sade Adu Stuart Matthewman         | Robin Millar                    | 3:42                            |
| 2.                              | "Smooth Operator" (từ Diamond Life)                          | Adu Ray St. John                   | Millar                          | 4:18                            |
| 3.                              | "Hang On to Your Love" (từ Diamond Life)                     | Adu Matthewman                     | Millar                          | 4:32                            |
| 4.                              | "The Sweetest Taboo" (từ Promise, 1985)                      | Adu Martin Ditcham                 | Millar                          | 4:27                            |
| 5.                              | "Is It a Crime?" (từ Promise)                                | Adu Matthewman Andrew Hale         | Millar                          | 6:22                            |
| 6.                              | "Never as Good as the First Time" (từ Promise)               | Adu Matthewman Paul S. Denman Hale | Millar Ben Rogan Mike Pela      | 3:58                            |
| 7.                              | "Jezebel" (từ Promise)                                       | Adu Matthewman                     | Millar                          | 5:27                            |
| 8.                              | "Love Is Stronger Than Pride" (từ Stronger Than Pride, 1988) | Adu Hale Matthewman                | Sade Pela [a] Rogan [a]         | 4:20                            |
| 9.                              | "Paradise" (từ Stronger Than Pride)                          | Adu Hale Matthewman Denman         | Sade Pela [a] Rogan [a]         | 3:38                            |
| 10.                             | "Nothing Can Come Between Us" (từ Stronger Than Pride)       | Adu Matthewman Hale                | Sade Pela [a] Rogan [a]         | 3:54                            |
| 11.                             | "No Ordinary Love" (từ Love Deluxe, 1992)                    | Adu Matthewman                     | Sade Pela [a]                   | 7:21                            |
| 12.                             | "Kiss of Life" (từ Love Deluxe)                              | Adu Matthewman Hale Denman         | Sade Pela [a]                   | 4:14                            |
| 13.                             | "Feel No Pain" (từ Love Deluxe)                              | Adu Hale Matthewman                | Sade Pela [a]                   | 5:11                            |
| 14.                             | "Bullet Proof Soul" (từ Love Deluxe)                         | Adu Matthewman Hale                | Sade Pela [a]                   | 5:25                            |

| The Ultimate Collection – Đĩa 2 | The Ultimate Collection – Đĩa 2                                        | The Ultimate Collection – Đĩa 2          | The Ultimate Collection – Đĩa 2 | The Ultimate Collection – Đĩa 2 |
| STT                             | Nhan đề                                                                | Sáng tác                                 | Sản xuất                        | Thời lượng                      |
| ------------------------------- | ---------------------------------------------------------------------- | ---------------------------------------- | ------------------------------- | ------------------------------- |
| 1.                              | "Cherish the Day" (từ Love Deluxe)                                     | Adu Hale Matthewman                      | Sade Pela [a]                   | 6:20                            |
| 2.                              | "Pearls" (từ Love Deluxe)                                              | Adu Hale                                 | Sade Pela [a]                   | 4:34                            |
| 3.                              | "By Your Side" (từ Lovers Rock, 2000)                                  | Adu Matthewman Hale Denman               | Sade Pela [a]                   | 4:41                            |
| 4.                              | "Immigrant" (từ Lovers Rock)                                           | Adu Janusz Podrazik                      | Sade Pela [a]                   | 3:50                            |
| 5.                              | "Flow" (từ Lovers Rock)                                                | Adu Matthewman Hale Denman               | Sade Pela [a]                   | 4:34                            |
| 6.                              | "King of Sorrow" (từ Lovers Rock)                                      | Adu Matthewman Hale Denman               | Sade Pela [a]                   | 4:47                            |
| 7.                              | "The Sweetest Gift" (từ Lovers Rock)                                   | Adu Matthewman                           | Sade Pela [a]                   | 2:21                            |
| 8.                              | "Soldier of Love" (từ Soldier of Love, 2010)                           | Adu Hale Matthewman Denman               | Sade Pela [a]                   | 5:58                            |
| 9.                              | "The Moon and the Sky" (từ Soldier of Love)                            | Adu Matthewman Hale                      | Sade Pela [a]                   | 4:29                            |
| 10.                             | "Babyfather" (từ Soldier of Love)                                      | Adu Juan Janes Andrew Nichols Matthewman | Sade Pela [a]                   | 4:40                            |
| 11.                             | "Still in Love with You" (chưa từng phát hành)                         | Gary Moore Phil Lynott                   | Sade Pela [a]                   | 4:26                            |
| 12.                             | "Love Is Found" (chưa từng phát hành)                                  | Adu Hale Matthewman Denman               | Sade Pela [a]                   | 4:11                            |
| 13.                             | "I Would Never Have Guessed" (chưa từng phát hành)                     | Adu Hale Tony Momrelle                   | Sade Pela [a]                   | 2:57                            |
| 14.                             | "The Moon and the Sky" (Remix hợp tác với Jay-Z) (chưa từng phát hành) | Adu Matthewman Hale                      | Noah "40" Shebib                | 4:27                            |
| 15.                             | "By Your Side" (Neptunes Remix) (từ đĩa đơn "By Your Side", 2000)      | Adu Matthewman Hale Denman               | Sade Pela [a]                   | 3:59                            |

| The Ultimate Collection – Phiên bản box set (DVD kèm theo) | The Ultimate Collection – Phiên bản box set (DVD kèm theo) | The Ultimate Collection – Phiên bản box set (DVD kèm theo) | The Ultimate Collection – Phiên bản box set (DVD kèm theo) |
| STT                                                        | Nhan đề                                                    | Đạo diễn                                                   | Thời lượng                                                 |
| ---------------------------------------------------------- | ---------------------------------------------------------- | ---------------------------------------------------------- | ---------------------------------------------------------- |
| 1.                                                         | "Hang on to Your Love"                                     | Brian Ward                                                 | 3:59                                                       |
| 2.                                                         | "The Sweetest Taboo"                                       | Ward                                                       | 5:02                                                       |
| 3.                                                         | "Is It a Crime"                                            | Ward                                                       | 7:03                                                       |
| 4.                                                         | "Never as Good as the First Time"                          | Ward                                                       | 3:55                                                       |
| 5.                                                         | "Love Is Stronger Than Pride"                              | Sophie Muller                                              | 4:24                                                       |
| 6.                                                         | "Paradise"                                                 | Alex McDowell                                              | 3:35                                                       |
| 7.                                                         | "Turn My Back on You"                                      | Muller                                                     | 4:05                                                       |
| 8.                                                         | "Nothing Can Come Between Us"                              | Muller                                                     | 3:52                                                       |
| 9.                                                         | "No Ordinary Love"                                         | Muller                                                     | 4:01                                                       |
| 10.                                                        | "Feel No Pain"                                             | Albert Watson                                              | 3:48                                                       |
| 11.                                                        | "Kiss of Life"                                             | Watson                                                     | 4:12                                                       |
| 12.                                                        | "Cherish the Day"                                          | Watson                                                     | 4:23                                                       |
| 13.                                                        | "By Your Side"                                             | Muller                                                     | 4:27                                                       |
| 14.                                                        | "King of Sorrow"                                           | Muller                                                     | 4:42                                                       |
| 15.                                                        | "Soldier of Love"                                          | Muller                                                     | 5:01                                                       |
| 16.                                                        | "Babyfather"                                               | Muller                                                     | 4:01                                                       |
| Tổng thời lượng:                                           | Tổng thời lượng:                                           | Tổng thời lượng:                                           | 70:30                                                      |

Ghi chú
- ^[a]  nghĩa là đồng sản xuất

## Xếp hạng
| Bảng xếp hạng (2011)                     | Vị trí cao nhất |
| ---------------------------------------- | --------------- |
| Album Úc (ARIA)                          | 35              |
| Album Úc Urban (ARIA)                    | 8               |
| Album Áo (Ö3 Austria)                    | 22              |
| Album Bỉ (Ultratop Vlaanderen)           | 8               |
| Album Bỉ (Ultratop Wallonie)             | 13              |
| Album Canada (Nielsen SoundScan)         | 32              |
| Album Croatia (HDU)                      | 1               |
| Album Cộng hòa Séc (ČNS IFPI)            | 1               |
| Album Đan Mạch (Hitlisten)               | 7               |
| Album Hà Lan (Album Top 100)             | 12              |
| Album Phần Lan (Suomen virallinen lista) | 18              |
| Album Pháp (SNEP)                        | 23              |
| Album Đức (Offizielle Top 100)           | 17              |
| Album Hy Lạp (IFPI)                      | 9               |
| Album Hungaria (MAHASZ)                  | 4               |
| Album Ireland (IRMA)                     | 10              |
| Album Ý (FIMI)                           | 10              |
| Album Nhật Bản (Oricon)                  | 22              |
| Album Mexico (Top 100 Mexico)            | 42              |
| Album New Zealand (RMNZ)                 | 21              |
| Album Na Uy (VG-lista)                   | 19              |
| Album Ba Lan (ZPAV)                      | 1               |
| Album Bồ Đào Nha (AFP)                   | 22              |
| Album Nga (2M)                           | 8               |
| Album Scotland (OCC)                     | 12              |
| Album Tây Ban Nha (PROMUSICAE)           | 14              |
| Album Thụy Điển (Sverigetopplistan)      | 6               |
| Album Thụy Sĩ (Schweizer Hitparade)      | 11              |
| Album Anh Quốc (OCC)                     | 8               |
| Album Hoa Kỳ Billboard 200               | 7               |
| Album Hoa Kỳ Top R&B/Hip-Hop (Billboard) | 2               |

| Bảng xếp hạng (2011)                      | Vị trí |
| ----------------------------------------- | ------ |
| Album Úc Urban (ARIA)                     | 37     |
| Album Bỉ (Ultratop Flanders)              | 73     |
| Album Bỉ (Ultratop Wallonia)              | 84     |
| Album Hungaria (MAHASZ)                   | 32     |
| Album Ba Lan (ZPAV)                       | 2      |
| Album Nga (2M)                            | 20     |
| Album Thụy Điển (Sverigetopplistan)       | 92     |
| Hoa Kỳ Top R&B/Hip-Hop Albums (Billboard) | 50     |
| Bảng xếp hạng (2012)                      | Vị trí |
| Album Úc Urban (ARIA)                     | 48     |
| Bảng xếp hạng (2012)                      | Vị trí |
| Album Ba Lan (ZPAV)                       | 12     |

## Chứng nhận
| Quốc gia | Chứng nhận  | Số đơn vị/doanh số chứng nhận |
| --- | ----------- | ----------------------------- |
| Đan Mạch (IFPI Đan Mạch) | Vàng        | 10.000‡                       |
| Hungary (Mahasz) | Vàng        | 3.000^                        |
| Ý (FIMI) | Vàng        | 25.000*                       |
| Ba Lan (ZPAV) | 4× Bạch kim | 80.000*                       |
| Anh Quốc (BPI) | Vàng        | 100.000‡                      |
| * Chứng nhận dựa theo doanh số tiêu thụ. ^ Chứng nhận dựa theo doanh số nhập hàng. ‡ Chứng nhận dựa theo doanh số tiêu thụ và phát trực tuyến. |             |                               |

## Lịch sử phát hành
| Khu vực        | Ngày             | Định dạng               | Hãng đĩa | Ct.                  |
| -------------- | ---------------- | ----------------------- | -------- | -------------------- |
| Úc             | 29 tháng 4, 2011 | CD tải nhạc số          | Sony     | [ 51 ] [ 52 ]        |
| Đức            | 29 tháng 4, 2011 | CD CD + DVD tải nhạc số | Sony     | [ 53 ] [ 54 ] [ 55 ] |
| Pháp           | 2 tháng 5, 2011  | CD CD + DVD tải nhạc số | Sony     | [ 56 ] [ 57 ] [ 58 ] |
| Hoa Kỳ         | 3 tháng 5, 2011  | CD tải nhạc số          | Epic     | [ 59 ] [ 60 ]        |
| Vương quốc Anh | 9 tháng 5, 2011  | CD CD + DVD tải nhạc số | RCA      | [ 61 ] [ 62 ] [ 63 ] |
| Đức            | 20 tháng 5, 2011 | LP                      | Sony     | [ 64 ]               |
| Vương quốc Anh | 23 tháng 5, 2011 | LP                      | RCA      | [ 65 ]               |
| Hoa Kỳ         | 24 tháng 5, 2011 | LP                      | Epic     | [ 66 ]               |
| Nhật Bản       | 22 tháng 6, 2011 | CD                      | Sony     | [ 67 ]               |